# Mesene albiplaga
Mesene albiplaga är en fjärilsart som beskrevs av Adalbert Seitz 1917. Mesene albiplaga ingår i släktet Mesene och familjen Riodinidae. Inga underarter finns listade i Catalogue of Life.